# Porto de Taman
O porto marítimo de Taman (em russo:  Морской порт Тамань, transl. Morskoy port Taman) é um porto marítimo na península de Taman perto das vilas de Volna e de Taman, no raion de Temryuksky, krai de Krasnodar. O porto foi projetado para desenvolver as capacidades de transporte e logística da bacia do Azov−Mar Negro e criar um corredor de transporte internacional "Norte-Sul".
O porto marítimo de Taman tem como principal atividade o transbordo de várias cargas para exportação. O porto possui terminais construídos e em construção para o transbordo das seguintes cargas: petróleo e derivados, gases liquefeitos de hidrocarbonetos, amoníaco, grãos, carvão, fertilizantes, minério de ferro, enxofre, produtos siderúrgicos e carga contentorizada. Em 2015, o volume de movimentação de mercadorias do porto foi de 12,3 milhões de toneladas (um aumento de 20,8 %), o que o elevou para o 15º lugar entre os portos da Rússia. Quando a construção dos terminais portuários estiver concluída, o volume de movimentação de mercadorias deverá alcançar 70 milhões de toneladas, o que o tornará o terceiro ou segundo porto na Rússia. O porto tem as mesmas abordagens de transporte da ponte da Crimeia, o que permite o transbordo de mercadorias tanto através da península de Taman quanto através da Crimeia. As profundidades nas aproximações ao porto são de 20 a 25 metros. Embarcações com um porte bruto de até 220 000 toneladas, um comprimento de até 300 m, uma largura de até 50 m, com um calado de até 14 m nos berços ou até 21 metros em áreas mais afastadas podem entrar no porto.

## História
Até 2020, o porto de Taman ainda estava em construção, mas já está aberto para o tráfego internacional desde 2008. Foi oficialmente aberto para a prestação de serviços por ordem do Ministério dos Transportes da Rússia em 23 de setembro de 2009.
Os limites do porto foram previamente definidos pelo Decreto n.º 1837-r do Governo da Federação Russa de 8 de dezembro de 2008. No mesmo ano foi criado um terminal para transbordo de matérias-primas de gorduras e óleos e em dezembro, o primeiro navio-tanque Chingiz Mustafaev foi aceito para a realização de testes de equipamentos tecnológicos.
Em 2016, foi anunciado o início da reconstrução de terminais com previsão de conclusão em 2018 para navios da classe oceânica com porte bruto de até 220 mil toneladas para receber navios da região do Mediterrâneo, Europa Ocidental, Atlântico e Sudeste Asiático.

## Movimentação anual de cargas
|                                   | 2009 | 2010  | 2011 | 2012 | 2013  | 2014 | 2015 | 2016 | 2017 | 2018 | 2019 | 2020 | 2021 |
| Movimento em milhões de toneladas | 0,07 | 0,25  | 1,2  | 2,2  | 9,5   | 10,2 | 12,3 | 13,5 | 14,9 | 14,1 | 15,0 | 22,0 | 35.8 |
| Crescimento (%)                   | –    | 257,1 | 380  | 83,3 | 331,8 | 7,3  | 20,6 | 9,7  | 10,4 | −5,3 | 6,4  | 46,7 | 62,7 |